# Charles-Simon Catel

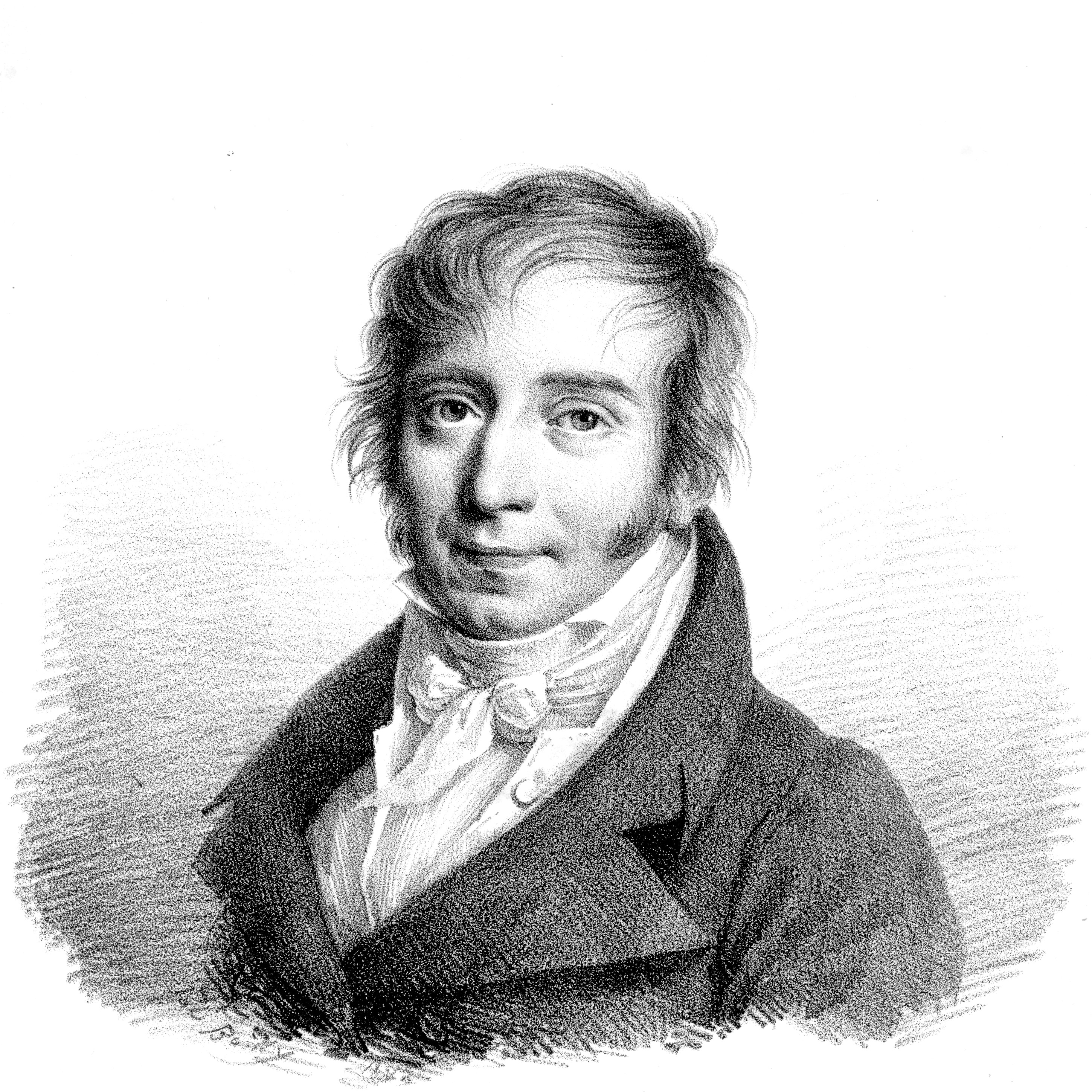
Charles-Simon Catel

Charles-Simon Catel (* 10. Juni 1773 in L’Aigle, heute im Département Orne; † 29. November 1830 in Paris) war ein französischer Komponist.

## Leben und Wirken
Charles-Simon Catel wurde als Sohn von Jean-Jacques Castel und seiner Ehefrau Marie-Victoire Renault in L‘Aigle im heutigen Département Orne in der Normandie geboren. Die aus einer Berliner Hugenottenfamilie stammenden Maler Ludwig Friedrich und Franz Ludwig Catel waren seine Cousins.
Mit 11 Jahren kam Catel auf Empfehlung von Antonio Sacchini nach Paris, wo er wegen seines musikalischen Talents in die Ecole Royale de Chant et de Déclamation aufgenommen wurde. Seine Lehrer waren François-Joseph Gossec und Louis Gobert (Klavier). Bereits 1787 assistierte er seinen Lehrern und wurde musikalischer Begleiter (Akkompagnist) an der Pariser Oper. 1790 wurde er zum 2. Dirigenten des Corps de musique de la Garde nationale de Paris auserkoren. 1795 wurde er Professor für Harmonielehre am gerade erst errichteten Pariser Konservatorium und erhielt kurz darauf den Zuschlag, ein Lehrbuch für dieses Fach zu verfassen, das innerhalb dieser Institution verbindlich verwendet werden sollte. In der Folge wurde Catels Traité d’harmonie zu einem der meistrezipierten musiktheoretischen Werke in Frankreich, das bis ins 20. Jahrhundert neu aufgelegt und in verschiedenen Sprachen übersetzt wurde. 1810 erfolgte die Berufung zum Inspektor des Konservatoriums. Ab 1814 beschloss Catel, sich nur noch als freischaffender Komponist und Musiktheoretiker zu betätigen. Beim Institut de France war er von 1822 bis 1823 Vorsitzender der Commission des Fonds et de la Commission Administrative Central.
Catel gilt neben seinem Lehrer Gossec zu den Initiatoren der Musique des Gardiens de la Paix in Paris und gleichzeitig als wichtiger Komponist der französischen Revolutionsmusiken (Marche, Pas Redoubles, Hymnen etc.) und wird in der Blasmusikforschung als einer der Begründer der Literatur für symphonisches Blasorchester betrachtet. Dennoch war er ein vielseitiger Komponist.

## Werke

### Bühnenwerke
- 1802 Sémiramis trag.lyrique 3 Akte – Libretto: Philippe Desriaux nach Voltaire
- 1807 Les Artistes par occasion opéra-bouffon 1 Akt – Libretto: Alexandre Duval
- 1807 L’Auberge de Bagnères opéra-bouffon 3 Akte – Libretto: C. Jalabert
- 1810 Les Bayadères (Les Bajadères) opéra 3 Akte – Libretto: Victor-Joseph Étienne de Jouy, nach Voltaire
- 1812 Les Aubergistes de qualité opéra comique 3 Akte – Libretto: Victor-Joseph Etienne de Jouy
- 1814 Bayard à Mézières opéra comique 1 Akt – Libretto: Alisvan de Chazet / Louis Emanuel Félicien Charles Mercier Dupaty
- 1814 Le Premier en date opéra comique 1 Akt – Libretto: Marc Antoine Desaugiers / Pessey
- 1817 Wallace ou Le Ménestrel écossais opéra héroïque 3 Akte – Libretto: L. Ch. J. Fontanes de Saint-Marcellin
- 1818 Zirphile et Fleur de Myrte ou Cent Ans en un jour opéra-féerie 2 Akte – Libretto: Victor-Joseph Etienne de Jouy / Nicolas Lefebvre
- 1819 L’Officier enlevé opéra comique 1 Akt – Libretto: Alexandre Duval

### Werke für Blasorchester
- 1791 Marche en Fa
- 1791 Hymne à l’égalité
- 1792 De profundis
- 1792 Ode patriotique- Text: Ponce-Denis Ecouchard Lebrun dit Lebrun-Pindare
- 1793 Overture in C
- 1793 L’Hymne sur la Reprise de Toulon – Text: Marie-Joseph Chénier
- 1794 Hymne à la victoire, sur la bataille de Fleurus – Text: Ponce-Denis Ecouchard Lebrun dit Lebrun-Pindare
- 1794 La bataille de Fleurus – Text: Ponce-Denis Ecouchard Lebrun dit Lebrun-Pindare
- 1794 Hymne à la Liberté – Text: Theodore Désorgues
- 1795 Ode sur le Vaisseau Le Vengeur – Text: Ponce-Denis Ecouchard Lebrun dit Lebrun-Pindare
- 1799 Hymne à la souveraineté du peuple – Text: V. Boisjoslin
- Hymne a l’Être suprême – Text: Marie-Joseph Chénier
- Hymne du 10. Août – Text: Marie-Joseph Chénier
- Chant du banquet républicain pour la fête de la victoire – Text: Le Brun
- Première Marche militaire en Fa
- Deuxième Marche militaire en Fa
- Troisième Marche militaire en Fa
- Quatrième Marche militaire en Fa
- Ode à la Situation de la République avec "tyrannie décemvirale" – Text: Marie-Joseph Chénier
- Oriental Religious dance
  1. Kathak
  2. Augusta
  3. Ballet
- Ouverture en Fa-Majeur
- Pas de manoeuvre
- Symphonie en Ut
- Symphonie militaire en Fa

### Kammermusik
- Quartette für Flöte, Oboe, Englischhorn und Fagott
- Grand Quartets für Flöte, Oboe, Englischhorn und Fagott
- Quartette für Flöte und Streicher

### Bücher und Schriften
- Charles-Simon Catel: Traité d’harmonie. Imprimerie du Conservatoire, Paris 1802. 71 p. Réédition complétée par Aimé Leborne, Brandus, Paris 1848.